# Lista de canções gravadas por Kenzie
Esta lista contém canções compostas pela cantora sul-coreana Kenzie, incluindo músicas em que foi coautora:

## Lista de canções
| Data de lançamento | Título                                          | Cantor                      | Nome do álbum                                         | Melhor posição |
| 2002               | 2002                                            | 2002                        | 2002                                                  | 2002           |
| ------------------ | ----------------------------------------------- | --------------------------- | ----------------------------------------------------- | -------------- |
| 03/09              | "The Sign"                                      | Isak N Jiyeon               | Tell Me Baby                                          | —              |
| 2003               |                                                 |                             |                                                       |                |
| 30/05              | "Time To Begin"                                 | BoA                         | Atlantis Princess                                     | —              |
| 30/05              | "Milky Way"                                     | BoA                         | Atlantis Princess                                     | —              |
| 08/12              | "두번째 겨울 (Snowflake)"                       | SMTOWN                      | 2003 Winter Vacation in SMTOWN                        | —              |
| 2004               |                                                 |                             |                                                       |                |
| 15/06              | "I Kiss"                                        | BoA                         | My Name                                               | —              |
| 15/06              | "My Name"                                       | BoA                         | My Name                                               | 1              |
| 02/07              | "Hotmail"                                       | SM Town                     | 2004 Summer Vacation in SMTOWN.com                    | —              |
| 02/07              | "Lollipop"                                      | BoA                         | 2004 Summer Vacation in SMTOWN.com                    | —              |
| 13/10              | "지금처럼 (Like Now)"                           | TVXQ                        | Tri-Angle                                             | —              |
| 2005               |                                                 |                             |                                                       |                |
| 23/06              | "공중정원 (Garden In The Air)"                  | BoA                         | Girls on Top                                          | —              |
| 23/06              | "Moto"                                          | BoA                         | Girls on Top                                          | 1              |
| 05/09              | "One"                                           | TVXQ                        | Rising Sun                                            | —              |
| 15/12              | "Show Me Your Love"                             | TVXQ & Super Junior         | Show Me Your Love                                     | 1              |
| 2006               |                                                 |                             |                                                       |                |
| 16/01              | "슬픔이 멈쳐도 (People Say.. )"                 | BoA                         | Everlasting                                           | —              |
| 20/06              | "태양은 가득히 (Red Sun)"                       | SM Town                     | '06 SUMMER SMTOWN                                     | —              |
| 20/06              | "Oasis"                                         | TVXQ                        | '06 SUMMER SMTOWN                                     | —              |
| 02/09              | "Phantom 환영 (幻影)"                           | TVXQ                        | "O"-Jung.Ban.Hap.                                     | —              |
| 02/09              | "Remember"                                      | TVXQ                        | "O"-Jung.Ban.Hap.                                     | —              |
| 12/12              | "DOTCH"                                         | BoA                         | 2006 WINTER SMTOWN - Snow Dream/Key of Heart/Dotch    | —              |
| 12/12              | "그것뿐이에요 (Just You)"                       | Super Junior K.R.Y.         | 빌리진 날 봐요 OST/'06 WINTER SMTOWN - Snow Dream     | —              |
| 12/12              | "내가 그대없이 (When We'll Be Together)"        | TVXQ                        | '06 WINTER SMTOWN - Snow Dream                        | —              |
| 2007               |                                                 |                             |                                                       |                |
| 04/05              | "한번 더, OK?"                                  | The Grace                   | One More Time, OK?                                    | —              |
| 04/05              | "Sweet Emotion"                                 | The Grace                   | One More Time, OK?                                    | —              |
| 14/05              | "하루달"                                        | TVXQ                        | Air City (에어시티) OST                               | —              |
| 20/09              | "미워 (Hate U, Love U)"                         | Super Junior                | Don't Don                                             | —              |
| 20/09              | "마지막 승부 (The Girl Is Mine)"                | Super Junior                | Don't Don                                             | —              |
| 01/11              | "Into The New World"                            | Girls' Generation           | Girls' Generation                                     | 10             |
| 01/11              | "Merry-Go Round"                                | Girls' Generation           | Girls' Generation                                     | —              |
| 10/12              | "12월 27일 (On DECEMBER 27th)"                  | BoA                         | 2007 Winter SMTown - Only Love                        | —              |
| 10/12              | "첫눈이 와"                                     | Super Junior                | 2007 Winter SMTown - Only Love                        | —              |
| 2008               |                                                 |                             |                                                       |                |
| 23/04              | "迷 (Me)"                                       | Super Junior-M              | 迷 (Me)                                               | —              |
| 08/05              | "Haptic Motion"                                 | Girls' Generation           | Haptic Motion                                         | 18             |
| 22/05              | "Real"                                          | SHINee                      | Replay                                                | —              |
| 05/06              | "꿀단지 (Sunny)"                                | Super Junior-Happy          | 요리왕 (Cooking? Cooking!)                            | —              |
| 28/08              | "화장을 하고 (Graze)"                           | SHINee                      | The SHINee World                                      | —              |
| 26/09              | "무지개 (RAINBOW)"                              | TVXQ                        | Mirotic                                               | —              |
| 2009               |                                                 |                             |                                                       |                |
| 09/01              | "Way to Go!"                                    | Girls' Generation           | Gee                                                   | 18             |
| 12/03              | "앤젤라 (Angela)"                               | Super Junior                | Sorry, Sorry                                          | —              |
| 14/04              | "HaHaHa"                                        | Girls' Generation           | HaHaHa                                                | —              |
| 29/06              | "여자친구 (Girlfriend)"                         | Girls' Generation           | Tell Me Your Wish (Genie)                             | —              |
| 01/09              | "Lachata (Intro)"                               | f(x)                        | Hot Summer                                            | —              |
| 01/09              | "라차타 (La Cha Ta)"                            | f(x)                        | Hot Summer                                            | —              |
| 24/09              | "動情 (Only U)"                                 | Super Junior-M              | Super Girl                                            | —              |
| 22/10              | "Jo Jo"                                         | SHINee                      | 2009, Year of Us                                      | 16             |
| 2010               |                                                 |                             |                                                       |                |
| 25/01              | "Oh!"                                           | Girls' Generation           | Oh!                                                   | 1              |
| 04/05              | "Mr. Boogie"                                    | f(x)                        | Nu ABO                                                | 64             |
| 10/05              | "나란 사람 (Your Eyes) "                        | Super Junior                | Bonamana                                              | 175            |
| 19/07              | "Life"                                          | SHINee                      | Lucifer                                               | 69             |
| 05/08              | "M.E.P (My Electronic Piano)"                   | BoA                         | Hurricane Venus                                       | 101            |
| 2011               |                                                 |                             |                                                       |                |
| 20/04              | 피노키오 (Danger)"                              | f(x)                        | Pinocchio                                             | 1              |
| 11/07              | "나 좀 봐줘 (One More Chance)"                  | The Grace                   | 나 좀 봐줘 (One More Chance)                          | 20             |
| 03/08              | "폭풍 (Storm)"                                  | Super Junior                | Mr. Simple                                            | 119            |
| 19/9               | "하루에 (A Day)"                                | Super Junior                | A-Cha (Repackaged)                                    | 155            |
| 19/10              | "Oscar"                                         | Girls' Generation           | The Boys                                              | 42             |
| 07/12              | "Stranger"                                      | SHINee                      | The First                                             | 2              |
| 13/12              | "Diamond"                                       | Girls' Generation           | 2011 Winter SMTown – The Warmest Gift                 | 52             |
| 2012               |                                                 |                             |                                                       |                |
| 18/3               | "낯선자 (Stranger)"                             | SHINee                      | Sherlock                                              | 27             |
| 29/4               | "OMG (Oh My God)"                               | Girls' Generation-TTS       | Twinkle                                               | 26             |
| 10/6               | "제트별 (Jet)"                                  | f(x)                        | Electric Shock                                        | 24             |
| 01/7               | "달콤씁쓸 (Bittersweet)"                        | Super Junior                | Sexy, Free & Single                                   | 65             |
| 6/9                | "가까이 (Close)"                                | Taeyeon (Girls' Generation) | To the Beautiful You OST                              | 7              |
| 26/11              | "Humanoids"                                     | TVXQ!                       | Humanoids                                             | 32             |
| 2013               |                                                 |                             |                                                       |                |
| 01/01              | "Express 999"                                   | Girls' Generation           | I Got a Boy                                           | 14             |
| 26/04              | "Why So Serious?"                               | SHINee                      | Chapter 2. Why So Serious? – The Misconceptions of Me | 15             |
| 26/04              | "Evil"                                          | SHINee                      | Chapter 2. Why So Serious? – The Misconceptions of Me | 121            |
| 03/07              | "늑대와 미녀 (Wolf)"                            | EXO                         | XOXO                                                  | 10             |
| 03/07              | "Baby"                                          | EXO                         | XOXO                                                  | 100            |
| 29/06              | "Green Rain"                                    | SHINee                      | The Queen's Classroom OST                             | 49             |
| 29/07              | "시그널 (Signal)"                               | f(x)                        | Pink Tape                                             | 22             |
| 14/10              | "빗 속 뉴욕 (Queen of New York)"                | SHINee                      | Everybody                                             | 37             |
| 9/12               | "첫 눈 (The First Snow)"                        | EXO                         | Miracles in December                                  | 2              |
| 2014               |                                                 |                             |                                                       |                |
| 06/01              | "너의 남자 (Your Man)"                          | TVXQ                        | Tense                                                 | 68             |
| 24/2               | "Europa"                                        | Girls' Generation           | Mr.Mr.                                                | 25             |
| 7/5                | "중독 (Overdose)"                               | EXO-K                       | Overdose                                              | 1              |
| 07/07              | "Red Light"                                     | f(x)                        | Red Light                                             | 2              |
| 07/07              | "MILK"                                          | f(x)                        | Red Light                                             | 10             |
| 07/07              | "바캉스 (Vacance)"                              | f(x)                        | Red Light                                             | 49             |
| 13/11              | "At Gwanghwamun" (광화문에서; Gwanghwamun-eseo) | Kyuhyun                     | At Gwanghwamun                                        | 2              |
| 2015               |                                                 |                             |                                                       |                |
| 3/1                | "LOVE"                                          | SHINee                      | Your Number                                           | —              |
| 30/3               | "Transformer"                                   | EXO                         | EXODUS                                                | 19             |
| 18/5               | "Love Sick"                                     | SHINee                      | Odd                                                   | 9              |
| 18/5               | "Trigger"                                       | SHINee                      | Odd                                                   | 39             |
| 16/7               | "Devil"                                         | Super Junior                | Devil                                                 | 21             |
| 16/7               | "Good Love"                                     | Super Junior                | Devil                                                 | 177            |
| 3/8                | "Savior"                                        | SHINee                      | Married To The Music                                  | 49             |
| 18/8               | "Fire Alarm"                                    | Girls' Generation           | Lion Heart                                            | —              |
| 09/09              | "Lady's Room"                                   | Red Velvet                  | The Red                                               | 83             |
| 15/10              | "A Million Pieces"                              | Kyuhyun                     | Fall, Once Again                                      | 6              |
| 27/10              | "Papi"                                          | f(x)                        | 4 Walls                                               | 47             |
| 27/10              | "Cash Me Out"                                   | f(x)                        | 4 Walls                                               | 52             |
| 10/12              | "Sing for You"                                  | EXO                         | Sing for You                                          | 3              |
| 2016               |                                                 |                             |                                                       |                |
| 23/02              | "Sexuality"                                     | Taemin                      | Press It                                              | 104            |
| 16/03              | "First Time"                                    | Red Velvet                  | The Velvet                                            | 70             |
| 08/06              | "Monster"                                       | EXO                         | Ex'Act                                                | 1              |
| 06/09              | "Lucky Girl"                                    | Red Velvet                  | Russian Roulette                                      | 42             |
| 06/09              | "Some Love"                                     | Red Velvet                  | Russian Roulette                                      | 100            |
| 5/10               | "SHIFT"                                         | SHINee                      | 1 of 1                                                | —              |
| 31/10              | "Rhythm After Summer"                           | EXO-CBX                     | Hey Mama!                                             | 28             |
| 15/11              | "Rescue"                                        | SHINee                      | 1 and 1                                               | —              |
| 19/12              | "For Life"                                      | EXO                         | For Life                                              | 7              |
| 2017               |                                                 |                             |                                                       |                |
| 06/01              | "Limitless"                                     | NCT 127                     | Limitless                                             | —              |
| 17/01              | "Don't Say No"                                  | Seohyun                     | Don't Say No                                          | 26             |
| 18/02              | "I Got Love"                                    | Taeyeon                     | My Voice                                              | —              |
| 28/02              | "Sweet Love"                                    | Taeyeon                     | My Voice                                              | —              |
| 28/02              | "Lonely Night"                                  | Taeyeon                     | My Voice                                              | —              |
| 03/03              | "Kiss or Kill"                                  | Gain                        | Missing 9 OST                                         | —              |
| 28/04              | "보아_봄비 (Spring Rain)"                       | BoA                         | SM Station 2ª Temporada                               | —              |
| 09/07              | "빨간 맛 (Red Flavor)"                          | Red Velvet                  | The Red Summer                                        | 1              |
| 18/07              | "What U Do?"                                    | EXO                         | The War                                               | —              |
| 18/07              | "Forever"                                       | EXO                         | The War                                               | —              |
| 04/08              | "All Night"                                     | Girls' Generation           | Holiday Night                                         | 32             |
| 04/08              | "FAN"                                           | Girls' Generation           | Holiday Night                                         | —              |
| 04/08              | "Light Up The Sky"                              | Girls' Generation           | Holiday Night                                         | —              |
| 17/11              | "Peek-A-Boo"                                    | Red Velvet                  | Perfect Velvet                                        | —              |
| 17/11              | "Attaboy"                                       | Red Velvet                  | Perfect Velvet                                        | —              |
| 2018               |                                                 |                             |                                                       |                |
| 10/04              | "Playdate"                                      | EXO-CBX                     | Blooming Days                                         | 83             |
| 12/04              | "Lo Siento"                                     | Super Junior & Leslie Grace | Replay                                                |                |
| 28/05              | "All Day All Night"                             | SHINee                      | The Story of Light                                    |                |
| 18/06              | "All Night Long"                                | Taeyeon & Lucas             | Something New                                         |                |
| 25/06              | "Our Page"                                      | SHINee                      | The Story of Light                                    | —              |
| 06/08              | "Power Up"                                      | Red Velvet                  | Summer Magic                                          |                |
| 06/08              | "Mr.E"                                          | Red Velvet                  | Summer Magic                                          | —              |
| 03/09              | "We Go Up"                                      | NCT Dream                   | We Go Up                                              | —              |
| 02/11              | "24/7"                                          | EXO                         | Don't Mess Up My Tempo                                | —              |
| 2019               |                                                 |                             |                                                       |                |
| 11/02              | "Want"                                          | Taemin                      | Want                                                  | 31             |
| 22/03              | "사계 (Four Seasons)"                           | Taeyeon                     | Purpose                                               | 1              |
| 01/04              | "Love words"                                    | Chen                        | April, and a flower                                   | 82             |
| 10/07              | "Betcha"                                        | Baekhyun                    | City Lights                                           | 102            |
| 01/10              | "우리 어떻게 할까요? (Shall We?)"               | Chen                        | Dear My Dear                                          | 12             |
| 04/10              | "I Can't Stand the Rain"                        | SuperM                      | SuperM                                                | —              |
| 28/10              | "불티 (Spark)"                                  | Taeyeon                     | Purpose                                               | 2              |
| 28/10              | "Love You Like Crazy"                           | Taeyeon                     | Purpose                                               | 55             |
| 18/11              | "Let's Go Everywhere"                           | SuperM                      | Let's Go Everywhere - Korean Air X SuperM             | —              |
| 27/11              | "Obsession"                                     | EXO                         | Obsession                                             | 13             |
| 27/11              | "Ya Ya Ya"                                      | EXO                         | Obsession                                             | 104            |
| 23/12              | "Psycho"                                        | Red Velvet                  | The ReVe Festival: Finale                             | 1              |
| 2020               |                                                 |                             |                                                       |                |
| 10/02              | "Shake You Down"                                | THE BOYZ                    | Reveal                                                | —              |
| 19/05              | "Punch"                                         | NCT 127                     | Neo Zone: The Final Round                             | 5              |
| 19/05              | "Non Stop"                                      | NCT 127                     | Neo Zone: The Final Round                             | 164            |
| 25/05              | "Candy"                                         | Baekhyun                    | Delight                                               | 4              |
| 25/05              | "R U Ridin'?"                                   | Baekhyun                    | Delight                                               | 67             |
| 25/05              | "Poppin'"                                       | Baekhyun                    | Delight                                               | 66             |
| 06/07              | "Monster"                                       | Red Velvet - Irene & Seulgi | Monster                                               | 8              |
| 17/08              | "BE IN LOVE"                                    | Itzy                        | Not Shy                                               | —              |
| 21/09              | "The Stealer"                                   | THE BOYZ                    | Chase                                                 | —              |
| 21/09              | "Shine Shine"                                   | THE BOYZ                    | Chase                                                 | —              |
| 25/09              | "One (Monster & Infinity)"                      | SuperM                      | Super One                                             |                |
| 25/09              | "Infinity"                                      | SuperM                      | Super One                                             |                |
| 25/09              | "Monster"                                       | SuperM                      | Super One                                             |                |
| 12/10              | "백열등 (Light Bulb)"                           | NCT                         | NCT 2020 Resonance Pt. 1                              | —              |
| 12/10              | "Music, Dance"                                  | NCT                         | NCT 2020 Resonance Pt. 1                              | —              |
| 26/10              | "BELIEVER"                                      | Twice                       | Eyes Wide Open                                        | —              |